# Coletinia
Coletinia es un género de insectos zigentomos de la familia Nicoletiidae. Se distribuyen por la región paleártica: centro y sur de Europa y las islas Canarias; además, una especie en Brasil.

## Especies
Se reconocen las siguientes:
- Coletinia asymetrica Bach de Roca, Mendes & Gaju Ricart, 1985
- Coletinia brasiliensis Mendes & Ferreira, 2002
- Coletinia bulgarica (Kozaroff, 1939)
- Coletinia calaforrai Molero, Barranco, Bach & Gaju, 2013
- Coletinia capolongoi Wygodzinsky, 1980
- Coletinia corsica (Chopard, 1924)
- Coletinia diania Molero, Bach & Gaju, 2013
- Coletinia herculea Molero, Bach & Gaju, 2013
- Coletinia hernandoi Molero, Bach & Gaju, 2013
- Coletinia intermedia Molero, Bach & Gaju, 2013
- Coletinia jeanneli (Silvestri, 1938)
- Coletinia longissima Mendes, 1988
- Coletinia longitibia Molero, Bach & Gaju, 2013
- Coletinia maggii (Grassi, 1887)
- Coletinia majorensis Molero, Gaju, López & Bach, 2014
- Coletinia mendesi Wygodzinsky, 1980
- Coletinia redetecta Molero, Bach & Gaju, 2013
- Coletinia setosula Wygodzinsky, 1980
- Coletinia subterranea (Silvestri, 1902)
- Coletinia tessella Molero, Bach & Gaju, 2013
- Coletinia tinauti Molero Baltanás, Gaju Ricart & Bach de Roca, 1997
- Coletinia vergitana Molero, Barranco, Bach & Gaju, 2013